# Alone in the Dark 2
Az Alone in the Dark 2 a második epizódja az 1992-ben indult Alone in the Dark-sorozatnak, amelyet az Infogrames fejlesztett és adott ki. Eredetileg MS-DOS alá készült, 1994-ben elkészült a PC-98 és FM Towns-portja is, majd 1995-ben a 3DO Interactive Multiplayer alá, 1996-ban Sega Saturn és Sony PlayStation alá készített portja.

## Játékmenet
Az előző epizód horrorhangulatát alaposan tompították. Bár ebben is találhatók természetfeletti erők (vudu fekete mágia), a legtöbb ellenfelünk kalóz és gengszter. A történet szerint valamennyiüket gonosz szellem szállta meg, megjelenésük pedig kissé zombi-szerű, zöldes bőrrel, de az előző epizód élőhalott szörnyeire csak távolról emlékeztetnek: ugyanúgy járnak és beszélnek, mint egy normális ember, sőt fegyvereket is használnak. A játék főhőse, Edward Carnby is egy egész fegyverarzenált használhat ellenük, kezdve a revolverrel, a pisztolyokon és a puskákon át egészen a gépfegyverig, sőt még kardozhat is. A bejárható terület nagysága is nőtt: már nemcsak egy kastélyt lehet felfedezni, mint az előző részben, hanem az épület kertjét, illetve a ház mögötti barlangrendszerben egy kalózhajót is – azonban ezeket a helyszíneket a legtöbb esetben előre meghatározott módon, lineáris küldetések keretében járhatjuk be.
Carnby irányítása mellett a játék egy részében egy kislányt, Grace Saunderst kell vezetnünk. Mivel Grace még csak gyerek, nem tud harcolni, és ha a gengszterek rábukkannak, azonnal elfogják, így lopakodva kell közlekednie illetve csapdákat kell állítania.
A játék meglehetősen gyorsan, alig kilenc hónap alatt készült el, így számottevő továbbfejlesztésre nem volt se mód, sem idő.

## Cselekmény
1924 karácsonyát írjuk. Alig három hónap telt el az előző epizód történései óta. Edward Carnby, a természetfeletti jelenségek szakavatott ismerője és magánnyomozó társával, Ted Strykerrel kutat egy elrabolt kislány, Grace Saunders után. A nyomok egy régi kastély, "Hell's Kitchen" felé vezetnek, ahol egy hírhedt gengszter és bandája vert tanyát. Amikor Ted eltűnik a kutakodás közben, Carnby úgy dönt, maga is a házhoz megy. Itt döbben rá, hogy társát meggyilkolták.
Carnby végül felfedezi, hogy az ellenfelei valójában megtestesült formái évszázadokkal korábban meghalt kalózoknak, akik végigfosztogatták a tengereket. A kincs egy részének felajánlásáért cserébe örök életet kértek maguknak vudu mágia segítségével. Végigküzdve magát az épületen és annak kertjén, végül felfedezi a kalózhajót, ahol a kapitány, Félszemű Jack tanyázik. Jack szeretője a mágusnő Elizabeth Jarret, akinek az örök élet reményében minden 100 évben egyszer fel kell áldoznia egy ártatlan kislányt. Carnby feladata megmenteni Grace-t és leszámolni egyszer és mindenkorra a mágusnővel.

## Jack in the Dark
Ez egy minijáték, amelyet az Alone in the Dark 2 megjelenése előtt raktak össze 1993 karácsonyára. Egy darab floppy-lemezen jelent meg, a játék főhőse pedig az ebben az epizódban látható Grace volt, aki Halloweenkor egy játéküzlet foglya lesz. A játékok életre kelnek, Grace-nek pedig segítenie kell megmenteni a Télapót. Ez a játék színtiszta kalandjáték, harc egyáltalán nincs benne.

## Megjelenés
A játék DOS alá kétféle változatban jelent meg: floppy-lemezen illetve CD-n. A két változat közt a legfontosabb különbség az volt, hogy a CD-változathoz jó minőségű zenét és leszinkronizált jeleneteket mellékeltek, továbbá egy új helyszínt, ahol Grace-t kell navigálnunk. Ebből a változatból kivették a rendkívül frusztráló másolásvédelmet is, amelyet színes piktogramokkal ellátott, a megfelelő helyen kivágott 6 db játékkártya testesített meg.
Európán kívül a korábbi megállapodásuknak megfelelően az Interplay terjesztette a játékot, Japánban pedig az Arrow Micro-Techs Group.
A konzolos verziók a CD-s kiadásra építettek, a Sega Saturn és a PlayStation-változatok modelljei pedig részletesebb textúrákat kaptak. Sajnos a technikai korlátok miatt a játék ezekben a kiadásokban rengeteget tölt.

## Fordítás
- Ez a szócikk részben vagy egészben  az   Alone in the Dark 2 (video game) című angol Wikipédia-szócikk ezen változatának fordításán alapul.  Az eredeti cikk szerkesztőit annak laptörténete sorolja fel. Ez a jelzés csupán a megfogalmazás eredetét és a szerzői jogokat jelzi, nem szolgál a cikkben szereplő információk forrásmegjelöléseként.